# Liste des villes de l'Île du Sud de la Nouvelle-Zélande
Ceci est une liste des cités et villes de l’Île du Sud de la Nouvelle-Zélande classée par la taille de leur zone urbaine.
La population donnée dans la table ci dessous est prévisionnelle selon le recensement de la Nouvelle-Zélande pour les résidents habituels, en juin 2008 selon les estimations, et fait référence à l’ensemble de la zone urbaine principale sans autre précision.

## Cités
| Zone urbaine | Population        | Région     | Autorité territoriale     |
| ------------ | ----------------- | ---------- | ------------------------- |
| Christchurch | 377 200 habitants | Canterbury | Christchurch City Council |
| Dunedin      | 104 500 habitants | Otago      | Dunedin City Council      |
| Invercargill | 48 700 habitants  | Southland  | Invercargill City Council |
| Nelson       | 49 300 habitants  | Nelson     | Nelson City Council (en)  |

## Villes

### Population > 10 000 et plus
| Zone urbaine | Population       | Région      | Autorité territoriale        |
| ------------ | ---------------- | ----------- | ---------------------------- |
| Ashburton    | 19 600 habitants | Canterbury  | District d'Ashburton         |
| Blenheim     | 26 400 habitants | Marlborough | District de Marlborough      |
| Kaiapoi      | 11 650 habitants | Canterbury  | District de Waimakariri      |
| Mosgiel      | 13 400 habitants | Otago       | Dunedin                      |
| Oamaru       | 13 150 habitants | Otago       | District de Waitaki          |
| Queenstown   | 15 650 habitants | Otago       | District de Queenstown-Lakes |
| Rangiora     | 18 400 habitants | Canterbury  | District de Waimakariri      |
| Richmond     | 15 000 habitants | Tasman      | District de Tasman           |
| Rolleston    | 16 350 habitants | Canterbury  | District de Selwyn           |
| Timaru       | 28 300 habitants | Canterbury  | District de Timaru           |

† Timaru était officiellement une city jusqu’à la réorganisation du gouvernement local en 1989, et est toujours considéré fréquemment comme telle.

### Population  allant de 1 000 à 9 999
| Zone urbaine    | Population      | Region      | Autorité territoriale        |
| --------------- | --------------- | ----------- | ---------------------------- |
| Alexandra       | 4 827 habitants | Otago       | District de Central Otago    |
| Amberley        | 1 800 habitants | Canterbury  | District de Hurunui          |
| Arrowtown       | 2 950 habitants | Otago       | District de Queenstown-Lakes |
| Balclutha       | 4 060 habitants | Otago       | District de Clutha           |
| Bluff           | 1 880 habitants | Southland   | Invercargill                 |
| Brightwater     | 2 090 habitants | Tasman      | District de Tasman           |
| Cromwell        | 5 440 habitants | Otago       | District de Central Otago    |
| Darfield        | 2 900 habitants | Canterbury  | District de Selwyn           |
| Eyreton         | 2 139 habitants | Canterbury  | District de Waimakariri      |
| Diamond Harbour | 1 380 habitants | Canterbury  | Christchurch                 |
| Geraldine       | 2 630 habitants | Canterbury  | District de Timaru           |
| Gore            | 7 980 habitants | Southland   | District de Gore             |
| Greymouth       | 8 160 habitants | West Coast  | District de Grey             |
| Hokitika        | 3 090 habitants | West Coast  | District du Westland         |
| Kaikoura        | 2 210 habitants | Canterbury  | District de Kaikoura         |
| Leeston         | 2 070 habitants | Canterbury  | District de Selwyn           |
| Leithfield      | 2 385 habitants | Canterbury  | District de Hurunui          |
| Lincoln         | 6 030 habitants | Canterbury  | District de Selwyn           |
| Lyttelton       | 3 072 habitants | Canterbury  | Christchurch                 |
| Mapua           | 1 878 habitants | Tasman      | District de Tasman           |
| Mataura         | 1 610 habitants | Southland   | District de Gore             |
| Milton          | 2 100 habitants | Otago       | District de Clutha           |
| Motueka         | 7 930 habitants | Tasman      | District de Tasman           |
| Oxford          | 2 200 habitants | Canterbury  | District de Waimakariri      |
| Pégasus         | 2 080 habitants | Canterbury  | District de Waimakariri      |
| Picton          | 4 310 habitants | Marlborough | District de Marlborough      |
| Reefton         | 4 310 habitants | West coast  | District de Buller           |
| Renwick         | 2 530 habitants | Marlborough | District de Marlborough      |
| Riverton        | 1 530 habitants | Southland   | District de Southland        |
| Runanga         | 1 230 habitants | West Coast  | District de Grey             |
| Takaka          | 1 330 habitants | Tasman      | District de Tasman           |
| Te Anau         | 2 250 habitants | Southland   | District de Southland        |
| Temuka          | 4 580 habitants | Canterbury  | District de Timaru           |
| Wakefield       | 2 570 habitants | Tasman      | District de Tasman           |
| Waimate         | 3 420 habitants | Canterbury  | District de Waimate          |
| Wanaka          | 8 900 habitants | Otago       | District de Queenstown-Lakes |
| West Melton     | 2 060 habitants | Canterbury  | District de Selwyn           |
| Westport        | 4 660 habitants | West Coast  | District de Buller           |
| Winton          | 2 380 habitants | Southland   | District de Southland        |
| Woodend         | 3 100 habitants | Canterbury  | District de Waimakariri      |

## Banlieues majeures
Les banlieues suivantes ont une population de plus de 2 000 habitants.

### Christchurch
| Banlieue                  | Population | Région     | Autorité territoriale                    |
| ------------------------- | ---------- | ---------- | ---------------------------------------- |
| Riccarton                 | 9 786      | Canterbury | conseil de la cité de Christchurch (en)  |
| Linwood                   | 9 024      | Canterbury | conseil de la cité de Christchurch (en)  |
| Hornby                    | 8 007      | Canterbury | conseil de la cité de Christchurch (en)  |
| Christchurch Central City | 7 653      | Canterbury | conseil de la cité de Christchurch (en)  |
| Shirley                   | 7,176      | Canterbury | conseil de la cité de Christchurch (en)  |
| Cashmere                  | 6 876      | Canterbury | conseil de la cité de Christchurch (en)  |
| Woolston                  | 5 733      | Canterbury | conseil de la cité de Christchurch (en)  |
| Sydenham                  | 5 478      | Canterbury | conseil de la cité de Christchurch (en)] |
| Halswell                  | 4 065      | Canterbury | conseil de la cité de Christchurch (en)  |
| Sumner                    | 3 978      | Canterbury | conseil de la cité de Christchurch (en)  |
| Belfast                   | 3 726      | Canterbury | conseil de la cité de Christchurch (en)  |
| New Brighton              | 3 642      | Canterbury | conseil de la cité de Christchurch (en)  |
| Papanui                   | 3 543      | Canterbury | conseil de la cité de Christchurch (en)  |
| Merivale                  | 3 012      | Canterbury | conseil de la cité de Christchurch (en)  |
| Fendalton                 | 2 898      | Canterbury | conseil de la cité de Christchurch (en)  |
| Bishopdale                | 2 454      | Canterbury | conseil de la cité de Christchurch (en)  |
| Burnside                  | 2 370      | Canterbury | conseil de la cité de Christchurch (en)  |

### Dunedin
| Banlieue          | Population | Région | Autorité territoriale     |
| ----------------- | ---------- | ------ | ------------------------- |
| Mosgiel           | 10 497     | Otago  | Dunedin City Council (en) |
| Dunedin North     | 7 047      | Otago  | Dunedin City Council (en) |
| St Kilda          | 5 904      | Otago  | Dunedin City Council (en) |
| Caversham         | 5 058      | Otago  | Dunedin City Council (en) |
| North East Valley | 4 413      | Otago  | Dunedin City Council (en) |
| St Clair          | 4 179      | Otago  | Dunedin City Council (en) |
| Roslyn            | 3 957      | Otago  | Dunedin City Council (en) |
| Vauxhall          | 3 918      | Otago  | Dunedin City Council (en) |
| Brockville        | 3 393      | Otago  | Dunedin City Council (en) |
| Mornington        | 3 393      | Otago  | Dunedin City Council (en) |
| Wakari            | 3 069      | Otago  | Dunedin City Council (en) |
| Port Chalmers     | ~3 000     | Otago  | Dunedin City Council (en) |
| Musselburgh       | 2 835      | Otago  | Dunedin City Council (en) |
| South Dunedin     | 2 538      | Otago  | Dunedin City Council (en) |
| Andersons Bay     | 2 532      | Otago  | Dunedin City Council (en) |
| Green Island      | 2 430      | Otago  | Dunedin City Council (en) |
| City Rise         | 2 406      | Otago  | Dunedin City Council (en) |
| Pine Hill         | 2 259      | Otago  | Dunedin City Council (en) |
| Fairfield         | 2 010      | Otago  | Dunedin City Council (en) |

### Invercargill
| Banlieue         | Population | Région    | Autorité territoriale          |
| ---------------- | ---------- | --------- | ------------------------------ |
| Rosedale         | 3 855      | Southland | Invercargill City Council (en) |
| Gladstone-Avenal | 3 768      | Southland | Invercargill City Council (en) |
| Grasmere         | 3 342      | Southland | Invercargill City Council (en) |
| Heidelberg       | 3 078      | Southland | Invercargill City Council (en) |
| Newfield         | 2 910      | Southland | Invercargill City Council (en) |
| Georgetown       | 2 229      | Southland | Invercargill City Council (en) |
| Waikiwi          | 2 193      | Southland | Invercargill City Council (en) |

### Nelson
| Banlieue          | Population | Région | Autorité territoriale             |
| ----------------- | ---------- | ------ | --------------------------------- |
| Stoke             | ~7 000     | Nelson | conseil de la cité de Nelson (en) |
| The Wood          | 2 730      | Nelson | conseil de la cité de Nelson (en) |
| Maitlands         | 2 412      | Nelson | conseil de la cité de Nelson (en) |
| Atawhai           | 2 154      | Nelson | conseil de la cité de Nelson (en) |
| Tahunanui         | ~2 000     | Nelson | conseil de la cité de Nelson (en) |
| Annesbrook        |            | Nelson | conseil de la cité de Nelson (en) |
| Britannia Heights |            | Nelson | conseil de la cité de Nelson (en) |
| Nelson South      |            | Nelson | conseil de la cité de Nelson (en) |
| Washington Valley |            | Nelson | conseil de la cité de Nelson (en) |

### Autres
| Banlieue    | Population | Town      | Autorité territoriale        |
| ----------- | ---------- | --------- | ---------------------------- |
| Allenton    | 5 172      | Ashburton | Ashburton District Council   |
| Redwoodtown | 4 881      | Blenheim  | Marlborough District Council |
| Whitney     | 4 005      | Blenheim  | Marlborough District Council |
| Witherlea   | 3 993      | Blenheim  | Marlborough District Council |
| Marchwiel   | 3 741      | Timaru    | Timaru District Council      |
| Highfield   | 3 408      | Timaru    | Timaru District Council      |
| Springlands | 3 081      | Blenheim  | Marlborough District Council |
| Fraser Park | 2 790      | Timaru    | Timaru District Council      |
| Tinwald     | 2 703      | Ashburton | Ashburton District Council   |
| Mayfield    | 2 694      | Blenheim  | Marlborough District Council |
| Seaview     | 2 505      | Timaru    | Timaru District Council      |
| Parkside    | 2 412      | Timaru    | Timaru District Council      |
| Hampstead   | 2 325      | Ashburton | Ashburton District Council   |
| Watlington  | 2 256      | Timaru    | Timaru District Council      |
| Gleniti     | 2 022      | Timaru    | Timaru District Council      |